# Rotaria elongata
Rotaria elongata är en hjuldjursart som först beskrevs av Weber 1888.  Rotaria elongata ingår i släktet Rotaria och familjen Philodinidae. Arten är reproducerande i Sverige. Inga underarter finns listade i Catalogue of Life.